# NHL 22
NHL 22 é um videogame de simulação de hóquei no gelo desenvolvido pela EA Vancouver e publicado pela EA Sports. É a 31ª edição da série de videogames da NHL e foi lançada para PlayStation 4, PlayStation 5, Xbox One e Xbox Series X/S em 15 de outubro de 2021. É a primeira entrada da série a usar o mecanismo Frostbite e utiliza o novo mecanismo de jogo em todas as quatro plataformas. O jogo apresenta o pivô do Toronto Maple Leafs, Auston Matthews, como o atleta da capa pela segunda vez na série, depois de ser o atleta da capa norte-americana da NHL 20.

## Recursos
Novo no NHL 22 é um novo mecanismo de jogo e uma revisão gráfica. A série NHL salta para o motor Frostbite, depois de usar o motor Ignite nos 7 anos anteriores. Além disso, ele se move para os consoles de próxima geração PlayStation 5 e Xbox Series X/S. NHL 22 também apresenta Superstar X-Factors, que são habilidades que tornam os jogadores superstars únicos e os diferenciam de outros jogadores. Isso também desbloqueia animações específicas que afetam sua área de especialização.
O NHL 22 será completo em todas as quatro plataformas, com as versões PlayStation 4 e Xbox One também migrando para o mecanismo Frostbite, enquanto as versões PlayStation 5 e Xbox Series X / S não perderão nenhum recurso da contraparte de última geração. De acordo com o produtor da NHL, Clement Kwong, a prioridade da equipe da NHL este ano foi garantir que tudo fosse transportado para o novo mecanismo Frostbite, bem como para as versões da próxima geração, para não repetir o mesmo erro com a transição da geração de console anterior que era a NHL. 15. Ao mudar para o Frostbite Engine, a equipe da NHL está reconstruindo todas as arenas ao redor do novo mecanismo de iluminação, permitindo partículas aprimoradas e efeitos visuais no gelo e em outros lugares, assim como os modelos de personagens também estão sendo refeitos.
NHL 22 também apresenta novas animações de jogo, com novos rebatidas reversas, novos blocos de passes e chutes, novos captadores, proteção de puck renovada, defesas / cutucadas adicionais de goleiros e muito mais.
A NHL 22 também apresenta a nova equipe de expansão Seattle Kraken, ao ingressar na National Hockey League na temporada 2021-22 da NHL. No modo de franquia, você pode refazer o rascunho de expansão do Seattle Kraken ou fazer um 33º rascunho de expansão da equipe da NHL e, conforme solicitado pelos fãs há vários anos, pela primeira vez na série NHL, no NHL 22 agora você pode compartilhar suas listas e baixar Community fez arquivos de lista com o novo recurso de compartilhamento de lista, que será lançado em dezembro.
Em março de 2022, a editora EA Sports anunciou que as seleções nacionais da Rússia e da Bielorrússia serão removidas da NHL 22 após a invasão da Ucrânia pelo ex-país. O anúncio vem após o anúncio da Federação Internacional de Hóquei no Gelo de que expulsarão a Rússia e a Bielorrússia de seis torneios da federação em março a setembro de 2022, juntamente com o anúncio do Comitê Olímpico Internacional de banir atletas russos e bielorrussos de todos competições internacionais em 1º de março de 2022.

## Trilha sonora
A trilha sonora de NHL 22 foi revelada em 6 de outubro de 2021, apresentando artistas como Angels & Airwaves, Grouplove, Jxdn, KennyHoopla, Machine Gun Kelly e Volbeat, e também retornando de trilhas sonoras anteriores da NHL: Arkells, Dropkick Murphys, Imagine Dragons, Johnossi, K.Flay, Royal Blood, Strumbellas e Twenty One Pilots. NHL 22 tem a maior trilha sonora da série até hoje, com 43 músicas.

## Recepção
NHL 22 recebeu críticas "mistas ou médias" no PlayStation 5 e críticas "geralmente favoráveis" no Xbox Series X, de acordo com o agregador de críticas Metacritic. Kimberley Wallace, da Game Informer, premiou o jogo com 7,25 e resumiu sua crítica dizendo: "O NHL 22 depende de seu talento superstar, e não é impressionante o suficiente para dar à jogabilidade a nova vida que ela precisa tão desesperadamente".